# 小浪底水利枢纽
小浪底水利枢纽工程位于中國河南省洛阳市孟津县小浪底村与济源市蓼塢村之间的黃河主幹流上，三門峽水利樞紐下游130公里、洛陽市城區以北40公里處。工程地處黃河中游最後一段峽谷的出口，控制流域面積69.4萬平方公里，占黃河流域面積的92.3%，主要功能為治沙防洪，輔助功能為發電，是治理黃河的關键水利工程，被世界銀行譽為該行與發展中國家合作項目的典範。

## 規劃建設歷程

### 提出規劃
1955年7月，第一屆全國人大二次會議通過《關於根治黃河水害和開發黃河水利的綜合規劃的決議》，預計在黃河主幹流由上而下佈置46座水電站。 小浪底水利工程為第40個梯級，最初並非設計成大型水庫式水電站，而是以發電為主的徑流式水電站。

### 補救三門峽的缺陷
1960年，三門峽水庫建成，當年9月蓄水，1961年2月9日壩前最高水位達332.5米，回水超過潼關，由於低估黃河泥沙淤積的嚴重性，令潼關段黃河河床平均淤高4.3米，致使渭河排水不暢，兩岸地下水位抬高，河水浸沒農田，危及關中平原的安全。
中國國務院因此改弦易張，決定自1962年3月起降低三門峽運用水位，將水庫運用方式由「蓄水攔沙」改為「滯洪排沙」，後進一步改為「蓄清排渾」。但此調整卻造成負面影響，使其攔蓄三門峽以上洪水、泥沙、淩汛的能力降低。
1975年8月上旬，淮河發生特大暴雨。經氣象分析，這場暴雨絕對有可能發生在傳統的黃河泛濫區——三門峽至花園口一段，從而使黃河產生每秒4萬至5.5萬立方米的特大洪水，即使經過三門峽、陸渾、故縣等水庫攔蓄後，花園口站的洪峰流量仍可達到每秒4.2萬立方米，但是黃河下游防洪工程的設防標準僅為每秒2.2萬立方米（花園口站），不能抵受百年一遇的洪水。
因此，水利專家建議在三門峽水庫的下游另設水壩，而小浪底則是三門峽以下唯一能夠取得較大庫容的壩址，小浪底水庫亦因此成為防禦黃河下游特大洪水的重要工程。
1975年8月，山東省、河南省、水利部聯合報告國務院，提出修建小浪底或桃花峪工程。
三門峽工程的負面影響，其主要表現在；大壩抬高水位後降低了流速，加速上游淤積，從而加劇了上游渭河地區的水災。小浪底工程的設計則充分汲取三門峽工程的經驗教訓。三門峽工程在泥沙問題上的最大教訓是對上游水土保持攔沙作用的估計，以及水庫的作用過分樂觀，而預計的入庫泥沙量偏低。三門峽工程的第二個教訓，就是在泥沙比率高的河流建了水庫之后，不能採用高水位的蓄水運行方式，而應該採用「蓄清排渾」的方式，在汛期低水位時，建築物要有足夠的洩洪排沙能力。
小浪底水庫區為峽谷河段，有利於保持較大的長期有效庫容，可以長期發揮調水調沙、興利除害的效益，防洪運用比較可靠，不僅可以攔蓄特大洪水，還可以根據下游防洪需要適當控制中小型洪水。這是其它工程措施所不能比擬的。
小浪底水庫攔調泥沙，能夠減緩黃河下游河道淤積，還可以通過人造洪峰、調水調沙等運用方式，長期發揮較大的減淤作用，與其它減淤措施相比，在減淤效果、減淤單位投資、影響人口等方面，小浪底工程都明顯比三門峽水利工程優勝。

### 世界銀行的貸款
小浪底水利樞紐工程協定利用世界銀行貸款10億美元，其中國際復興開發銀行貸款8.9億美元，國際開發協會貸款1.1亿美元。
由於小浪底工程投資巨大，在當時國家財政狀況下，如果完全由財政撥款興建，資金將難以保證，短期內上馬的難度較大。為了令小浪底工程儘快開始，國家水利部提出部分利用世界銀行貸款，責成黃委會設計院編制了「部分利用世界銀行貸款的可行性報告」。
1988年7月，世界銀行中蒙局專案官員丹尼爾.古納拉特南先生（D.Gunaratnan）（簡稱古納）一行4人到小浪底工程壩址調查小浪底工程情況。1989年5月，古納第三次考察小浪底工程時，建議利用世界銀行技術合作信貸（TCC）聘請國際諮詢公司，協助黃委會設計院編制招標檔及工程概算，成立特別諮詢專家組，審查樞紐設計方案、評估樞紐的安全性。水利部採納了世界銀行的建議，在1989年9月成立了黃河水利水電開發總公司（YRWHDC），以開發小浪底水利樞紐工程。
1994年2月17日，中國與世界銀行在華盛頓就貸款協議和專案進行談判。該年2月23日，中國與國際開發協會在華盛頓就小浪底工程移民項目貸款進行談判，在其後2月28日簽署會談紀要。根據協定，世界銀行為小浪底工程提供貸款，第一期為4.6億美元，國際開發協會為專案提供0.799億特別提款權信貸（合1.1億美元）。1997年9月11日，世界銀行為小浪底工程提供第二期4.3億美元貸款。

### 動工與蓄水
小浪底於1991年9月12日進行前期準備工程施工，1994年9月1日主體工程正式開工，1997年10月28日截流，2000年初第一台機組投產發電，2001年底主體工程全部完工。工程由法國萬喜建築承建。
小浪底水利枢纽1999年开始蓄水。由于黄河水资源紧缺，小浪底水库蓄水量较大，小浪底根据来水量及下游用水量的需求来确定蓄水量。
不同时期的最高水位如下：
- 2002年底：192米
- 2003年10月：255米
- 2003年10月15日：265.69米
- 2011年12月：268米
- 2012年11月14日：270米，达设计蓄水最高水位，相应库容89.34亿立方米。[3]

### 水庫淹沒面積及移民
小浪底水庫正常蓄水位時淹沒面積277.8平方公里，施工區占地23.33平方公里，共涉及河南、山西兩省的濟源、孟津、新安、澠池、陝縣、平陸、夏縣、垣曲8縣（市）33個鄉鎮，安置移民20萬人。
小浪底工程移民计划分三期进行。
- 第一期为180米高程以下及受影响的4.6万移民。移民时间：1995-1997年6月底。此期移民计划按时完成。
- 第二期为180-265米高程区间及受影响的12.6万移民。移民时间：1997-2000年。此期移民计划有所延迟，分成两阶段完成，1999年6月底215米以下移民完成搬迁；2001年底完成265米以下移民搬迁。
- 第三期为265-275米高程区间及受影响的1.7万移民。移民时间：2000年-2003年。

## 地位和作用
小浪底工程是三門峽以下唯一能夠取得較大庫容的控制性工程，處在控制黃河下游水沙的關鍵部位，也是唯一能夠擔負下游防洪、防淩、兼顧工農業供水、發電的綜合水利樞紐，具有優越的自然條件和重要的戰略地位。

### 防洪、防凌
小浪底水利樞紐與已建的三門峽、陸渾、故縣水庫聯合運用，並利用下游的東平湖分洪，可使黃河下游能抵禦千年一遇的洪水。千年一遇以下洪水不再使用北金堤滯洪區，減輕常遇洪水的防洪負擔。與三門峽水庫聯合運用，共同調蓄淩汛期水量，可基本解除黃河下游淩汛威脅。

### 減淤
小浪底水利樞紐採用「人工擾沙」方式，即借助河水已有的勢能，輔以人工擾動河床土質，促進河床泥沙啟動，實現河床下切、輸沙入海。簡單地說，就是通過攪動讓河底淤沙上浮，使其與自然水流一起下泄，從而達到清淤輸沙的目的。第三次調水調沙試驗共設3個擾沙點，分別位於小浪底庫尾、河南范縣李橋河段、山東梁山縣小路口河段。
以上方法，可使黃河下游河床20年內不淤積抬高。非汛期下泄清水挾沙入海以及人造峰沖淤，對下游河床有進一步減淤作用。

### 供水、灌溉
黃河下游控制灌溉面積約4000萬畝，每年平均實灌面積1760萬畝，年引水量80~100億立方米，由於黃河來水豐枯不勻，又缺乏足夠的水量調節能力，灌溉用水保證率僅32%。二十世紀七十年代以來，沿河工農業迅猛發展，城市供水需求急劇增長，山東利津至入海口河段幾乎每年斷流，水資源供需矛盾十分突出。小浪底水利樞紐在保證下游防洪、滿足下游減淤的前提下，還可以調節徑流，可減少下游斷流的機率，平均每年可增加20億立方米的調節水量，為下游工農業用水增加可利用的水源，滿足下游灌溉與城市用水，提高灌溉保證率。

### 發電
小浪底水利樞紐裝機6台，每台30萬KW，總裝機容量180萬KW，是河南省理想的水電站，可以發電調峰，改善電力系統的運行條件。

## 工程技術難度
小浪底水利工程規模宏大，地質情況複雜，水沙條件特殊，被中外專家稱為世界上最具挑戰性的水利工程之一，其工程複雜程度主要有七點：
1. 洞室密集，是世界壩工史上洞室佈置最密集的水利工程。
2. 進水塔上集中佈置16條隧洞的進水口，是世界上最大最複雜的進水塔；
3. 導流洞後期增設3級孔板環改建為永久洩洪洞，是世界上最大的孔板消能洩洪洞。
4. 水輪機的抗磨、防腐要求高。
5. 主壩基礎的纱卵石覆蓋層最大厚度80m、建有1.2m厚混凝土防滲牆最深80m，防渗面积21800m2。水库运用后，坝前淤积厚达100多米，起到了补充防渗作用。[5]
6. 岩石破碎，地下廠房、進出口高邊坡支護要求高。
7. 孔板洞、排沙洞、明流洞混凝土抗磨要求高。

## 影響

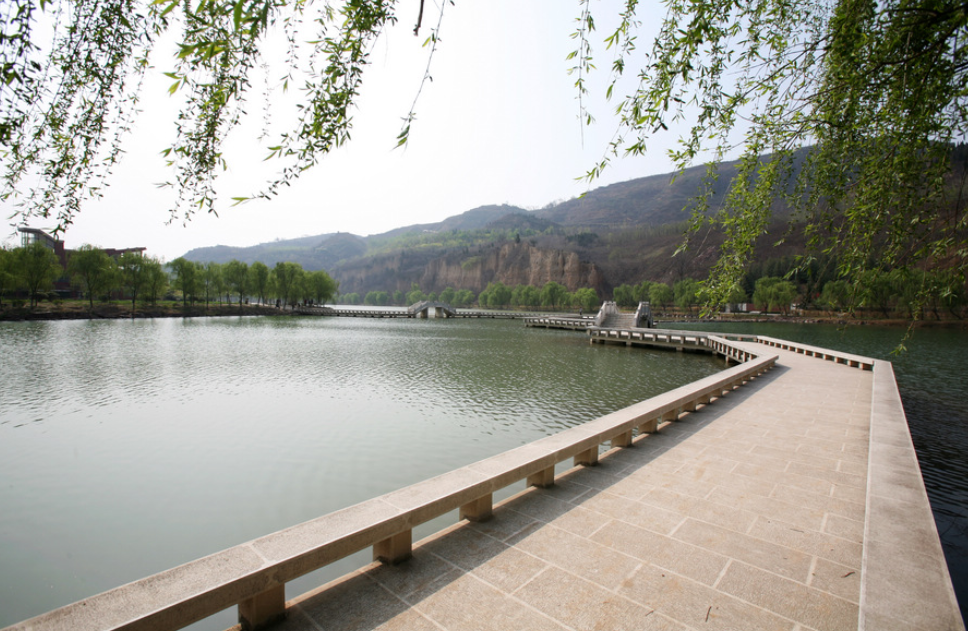
小浪底景区

自從小浪底水利工程完成後, 位於黃河下游的河水不再呈現黃色，而且還改善生態和當地小氣候，降雨量由每年10日增加到32日。有望解决五千年來一直無法解決的黃河沉沙氾濫問題。
小浪底水庫截流後，成為新興的旅遊景點，國家4A級旅遊景區，河南省十大旅游熱點景區，更被譽為「小千島湖」，吸引大量慕名而來的觀光遊客。小浪底風景區景色優美壯觀，景區是以小浪底水利工程為依託，以山、水、林、草為特色的大型生態園林。南岸黃鹿山為該景區最高點，從這裡可俯視大壩全景。
自2002年到目前，小浪底水庫已经進行了10次调水调沙。最近一次调水调沙是从2010年6月19日9時开始，小浪底的閘房提閘放水，通过萬家寨、三门峡水库泄量加大，利用汛限水位以上的水量，在小浪底水库区形成高含沙水流，並逐步加大下泄流量，從每秒2500立方米增至每秒4000立方米，排沙出库。